# نظرية السلوك المخطط
نظرية السلوك المخطط هي نظرية نفسية اجتماعية حول العلاقة بين المواقف والسلوك، في عام 1985 أجرى العالم النفسي أجزن (icek ajzen) توسيع لنظرية الفعل المعقول، فحصل على نظرية السلوك المخطّط التي تؤكد على قاعدة النية قبل أداء السلوك لكن تتطرق إلى الحالات التي لا يسيطر فيها الفرد على كل العوامل التي تؤثر على الأداء الفعلي للسلوك. كنتيجة فإن النظرية الجديدة تؤكد على أن حدوث السلوك الفعلي يتناسب مع مقدار السيطرة التي يمارسها الفرد على سلوكه وقوة نوايا هذا الفرد لتنفيذ هذا السلوك. وفي مقالة لأجزن عام 1985 يفترض أن الكفاءة الذاتية هامة لتحديد القوة التي ينوي بها الفرد تحقيق سلوك ما.

## شرح النظرية
وفقا لهذه النظرية، يسترشد سلوك الإنسان من خلال ثلاثة أنواع من الاعتبارات:
1. المعتقدات حول النتائج المحتملة للسلوك وتقييم اهمية هذه النتائج بالنسبة للفرد (المعتقدات السلوكية)،
2. المعتقدات حول توقعات الآخرين المعيارية من الفرد والدافع للامتثال لهذه التوقعات (المعتقدات المعيارية)،
3. والمعتقدات عن وجود العوامل التي يمكن أن تسهل أو تعيق تأدية السلوك والقوة المتصورة لهذه العوامل (معتقدات التحكم).
في المجاميع الخاصة بكل منها، فإن المعتقدات السلوكية تنتج موقفاً مناسباً أو غير مناسب نحو السلوك؛ المعتقدات المعيارية تؤدي إلى الضغوط الاجتماعية المتصورة أو المعيار الشخصي، ومعتقدات التحكم تؤدي إلى السيطرة السلوكية المتصورة.
اجمالا، فإن الموقف تجاه السلوك، المعيار الشخصي، والشعور بالسيطرة السلوكية يؤدي إلى تشكيل نية سلوكية.
وكقاعدة عامة، فإنه كلما كان الموقف والمعيار الشخصي أكثر ملاءمة للسلوك (تفضيلاً)، وكانت السيطرة السلوكية المتصورة أقوى، فإنه نية الشخص لأداء السلوك المعين ستكون أقوى.
وأخيرا، بفرض درجة كافية من السيطرة الفعلية على السلوك، فإن المتوقع من الناس هو أن ينفذوا نواياهم عندما تكون الفرصة سانحة. وبالتالي فإنه يكمن الفرض بأن النية تسبق السلوك مباشرة.
ومع ذلك، لأن العديد من السلوكيات تجد صعوبات في التنفيذ الامر الذي قد يحد السيطرة الإرادية، فمن المفيد النظر إلى سيطرة السلوكية المحسوسة فضلا عن النية.
كلما كانت السيطرة السلوكية المحسوسة أكثر واقعية، يمكن أن تكون بمثابة وكيل للتحكم الفعلي والمساهمة في التنبؤ السلوك مورد النظر.

### المعتقدات السلوكية
المعتقدات السلوكية تربط السلوك مورد الاهتمام بالنتائج المتوقعة منه.
الاعتقاد السلوكي هو الاحتمال الشخصي (احتمال الذي يضعه الفرد) بأن هذا السلوك سوف يقود إلى نتيجة معينة.
على الرغم من أن الشخص قد يملك العديد من المعتقدات السلوكية فيما يتعلق بأي سلوك، الا انه يوجد فقط عدد قليل نسبيا منها يمكن الوصول إليها بسهولة في لحظة معينة.
يفترض أن هذه المعتقدات التي يمكن الوصول إليها - بالاشتراك مع التقييم الشخصي للنتائج المتوقعة - تحدد الموقف السائد تجاه السلوك.
على وجه التحديد، فإن تقييم كل نتيجة يسهم في الموقف بتناسب طردي مع الاحتمال الشخصي للفرد بأن هذا السلوك سوف يوصل إلى النتيجة المعينة مورد نظر الفرد. (انظر الموقف تجاه السلوك).

### المعتقدات المعيارية
المعتقدات المعيارية تشير إلى التوقعات السلوكية المنظورة لأفراد أو مجموعات مرجعية مهمة كزوج (ة) الفرد، الأسرة، الأصدقاء، و- اعتمادا على السكان والسلوك المدروس - المدرس، الطبيب، المسؤول، وزملاء العمل.
تم الافتراض أن هذه المعتقدات المعيارية - بالاشتراك مع دافع الشخص للالتزام مع مرجعيات مختلفة - تحدد المعايير الشخصي السائد.
على وجه التحديد، ان الدافع للالتزام مع كل مرجع يسهم في المعيار الشخصي بتناسب طردي مع الاحتمال الشخصي للفرد بأن المرجع يعتقد أنه سيقوم بأداء هذا السلوك في المسألة

### معتقدات التحكم
معتقدات التحكم هذه لها علاقة مع وجود العوامل المنظور التي قد تسهل أو تعيق أداء السلوك.
يفترض أن معتقدات تحكم هذه - بالاشتراك مع القدرة المتوقعة لكل عامل تحكم - تحدد السيطرة السلوكية المحسوسة السائدة.
على وجه التحديد، السلطة المتصورة لكل عامل تحكم لإعاقة أو تسهيل أداء السلوك يساهم طرداٌ في السيطرة السلوكية المتصورة مع الاحتمال الشخصي للفرد بأن عامل التحكم موجود (انظر السيطرة السلوكية المحسوسة)

## النموذج
يسترشد سلوك الإنسان من خلال ثلاثة أنواع من الاعتبار، «المعتقدات السلوكية،» المعتقدات المعيارية "،" و «معتقدات السيطرة». في المجاميع الخاصة بكل منها، «المعتقدات السلوكية» تنتج موقفاً «اتجاه سلوك» مواتي أو غير مواتي؛ «المعتقدات المعيارية» تنتج «معياراً شخصياً»، ومعتقدات السيطرة تثير «السيطرة السلوكية المحسوسة».
في المجموع، «الموقف تجاه السلوك»، «المعيار شخصي»، و «السيطرة السلوكية المنظورة» تؤدي إلى تشكيل «النية السلوكية» (Ajzen، 2002b). على وجه الخصوص، يفترض أن لا تؤثر «السيطرة السلوكية المنظورة» فقط على السلوك الفعلي مباشرة، ولكن أيضا تؤثر بشكل غير مباشر من خلال النية السلوكية (زيمرمان وآخرون، 2005).
وكقاعدة عامة، فإنه كلما كان الموقف تجاه السلوك والمعيار الشخصي أكثر ملاءمة، وكلما كانت السيطرة السلوكية المنظورة أكبر، كلما كانت نية الشخص لأداء السلوك في المسألة أقوى. وأخيرا، بفرض درجة كافية من السيطرة الفعلية على السلوك، ويتوقع من الفرد ان ينفذ نواياه عندما تسنح الفرصة (Ajzen، 2002b).

## الصيغة
في أبسط أشكالها، يمكن التعبير عن نظرية السلوك المخطط بالدالة الرياضية التالية:
{\displaystyle BI{=}(W_{1})AB[(b)+(e)]+(W_{2})SN[(n)+(m)]+(W_{3})PBC[(c)+(p)]\,\!}
| BI: النية السلوكية AB: الموقف تجاه السلوك (b): قوة كل اعتقاد (e): تقييم كل نتيجة SN: المعايير الشخصية (n): قوة كل معيار شخصي (m): الدافع للامتثال للمرجع PBC: السيطرة السلوكية المحسوسة (c): قوة كل اعتقاد سيطرة (p): القوة المتصورة لكل عامل سيطرة (تحكم) W' : الوزن المستخرج تجريبيا / معامل |

كلما كانت سيطرة السلوكية المحسوسة تعبيراً (انعكاساً) دقيقاً للسيطرة الفعلية السلوكية، فإنه يمكن أن تستخدم مع النية للتنبؤ السلوك.

## تقييم النظرية

### قوة النظرية
في البداية، يمكن لنظرية السلوك المخطط TPB أن تغطي السلوك غير الإرادي للناس الذي لا يمكن تفسيره من خلال نظرية الفعل المعقول.
نية الفرد السلوكية لا يمكن أن تكون المحدد الحصري للسلوك عندما يكون تحكم الفرد على السلوك غير كامل. عن طريق إضافة «السيطرة السلوكية المحسوسة،» يمكن لنظرية السلوك المخطط شرح العلاقة بين النية السلوكية والسلوك الفعلي.
العديد من الدراسات وجدت أن نظرية السلوك المخطط من شأنه أن يساعد بالتنبؤ بالنية السلوكية المتعلقة بالصحة بشكل أفضل من نظرية الفعل المعقول (Ajzen، 1988). لقد حسنت نظرية السلوك المخطط القدرة على التنبؤ بالنية في مجالات مختلفة ذات صلة بالصحة مثل استخدام الواقي الذكري، أوقات الفراغ، التمرينات الرياضية، والنظام الغذائي، الخ.
بالإضافة إلى ذلك، يمكن لنظرية السلوك المخطط وكذلك نظرية الفعل المعقول تفسير السلوك الاجتماعي للفرد من خلال أخذ «قاعدة اجتماعية» بعين النظر كمتغير مهم.

### المحدوديات
تستند نظرية السلوك المخطط على معالجة الإدراك ومستوى تغيير السلوك.
مقارنة مع نماذج المعالجة العاطفية، فإن نظرية السلوك المخطط تغفل المتغيرات العاطفية مثل التهديد، الخوف، المزاج والمشاعر السلبية أو الإيجابية وتقيمها بطريقة محدودة.
تحديدا، في حالة السلوك المتعلقة بالصحة، حيث تتأثر أكثر السلوكيات الصحية للأفراد بميولهم (عواطفهم) الشخصية وطبيعتهم المثقلة بالعاطفة، وهذا عيب (نقص) حاسم للتنبؤ بالسلوكيات المتعلقة بالصحة (دوتا، بيرغمان، 2005). القدرة على التنبؤ الضعيفة للسلوك المتعلق بالصحة في البحوث الصحية السابقة يمكن أن يعزى إلى استبعاد هذا المتغير. معظم هذا البحث هو ارتباطي، والدراسات التجريبية المستندة على الأدلة أقل إقناعا.